# Jais Nielsen
Johannes Knud Ove Jais-Nielsen (født 23. april 1885 i København, død 8. november 1961 på Gentofte Amtssygehus i Hellerup) var en dansk maler og keramiker, gift med Ville Jais Nielsen.
Han blev Ridder af Dannebrog 1934, Ridder af 1. grad 1947 og Kommandør 1956.
Jais Nielsen dekorerede bl.a. bogbind for den danske mesterbogbinder August Sandgren.
Han er begravet på Mariebjerg Kirkegård.